# Красота по-американски (саундтрек)
| Оценки критиков | Оценки критиков |
| Источник        | Оценка          |
| --------------- | --------------- |
| Allmusic        | [ 1 ]           |

«Красота по-американски» (саундтрек) (англ. American Beauty: Music from the Original Motion Picture Soundtrack) — альбом с записью саундтрека из фильма «Красота по-американски».

## Описание
Продюсерами альбома выступили Крис Дуридас, Сэм Мендес и Майкл Остин.
В 2000 году альбом первым получил Грэмми в номинации «За лучший альбом саундтреков».

## Список записей
| №                   | Название                   | Автор(ы)            | Длительность |
| ------------------- | -------------------------- | ------------------- | ------------ |
| 1.                  | «Dead Already»             | Thomas Newman       | 3:18         |
| 2.                  | «Because»                  | Elliott Smith       | 2:20         |
| 3.                  | «Free to Go»               | The Folk Implosion  | 3:31         |
| 4.                  | «All Right Now»            | Free                | 5:29         |
| 5.                  | «Use Me»                   | Bill Withers        | 3:45         |
| 6.                  | «Cancer for the Cure»      | Eels                | 4:44         |
| 7.                  | «The Seeker»               | The Who             | 3:23         |
| 8.                  | «Don’t Rain on My Parade»  | Bobby Darin         | 2:53         |
| 9.                  | «Open the Door»            | Betty Carter        | 3:11         |
| 10.                 | «We Haven't Turned Around» | Gomez               | 6:28         |
| 11.                 | «Bali Ha'i»                | Peggy Lee           | 3:10         |
| 12.                 | «Any Other Name»           | Thomas Newman       | 4:05         |
| Общая длительность: | Общая длительность:        | Общая длительность: | 46:20        |